# Władimir Czetwiertakow
Władimir Nikołajewicz Czetwiertakow (ros. Владимир Николаевич Четвертаков, ur. 1899 w Baku, zm. 26 lutego 1939 w Moskwie) – radziecki funkcjonariusz służb specjalnych, ludowy komisarz spraw wewnętrznych Kirgiskiej SRR (1937).

## Życiorys
Skończył szkołę w Kokandzie i 1917–1919 uczył się w szkole średniej w Skobelewie (obecnie Fergana), od kwietnia 1919 członek RKP(b), od maja 1919 do lutego 1921 pełnomocnik, szef wydziału wojskowego i pełnomocnik Wydziału Specjalnego Czeki obwodu fergańskiego, od lutego do września 1921 pełnomocnik Wydziału Specjalnego Czeki Ochrony Granicy Afgańsko-Chińskiej w Osz. Od września 1921 do marca 1922 pomocnik szefa Wydziału Informacyjnego Wydziału Specjalnego Czeki 2 Dywizji Piechoty w Kokandzie, od marca 1922 do stycznia 1924 pomocnik szefa i szef Wydziału Informacyjnego Wydziału Specjalnego GPU Fergańskiej Grupy Wojsk, od stycznia do marca 1924 szef Oddziału Specjalnego GPU 2 Brygady Kawalerii Skobelewie. Od marca do grudnia 1924 szef Oddziału Specjalnego GPU Fergańskiej Grupy Wojsk i Oddziału Specjalnego GPU Chorezmskiej SRR, od 9 grudnia 1924 do 4 kwietnia 1925 szef okręgowego oddziału GPU w Chorezmie i Oddziału Specjalnego GPU 8 Brygady Kawalerii, od sierpnia 1925 do sierpnia 1926 szef Wydziału Specjalnego/Kontrwywiadowczego GPU Uzbeckiej SRR. Od sierpnia 1926 do marca 1931 szef Wydziału Informacyjnego GPU Uzbeckiej SRR, od kwietnia do grudnia 1931 szef Wydziału Organizacyjnego Pełnomocnego Przedstawicielstwa OGPU Środkowej Azji, od grudnia 1931 do listopada 1934 zastępca przewodniczącego GPU/pomocnik szefa Zarządu NKWD Kirgiskiej ASRR. Od 23 listopada 1934 do 4 kwietnia 1936 szef Wydziału Tajno-Politycznego Zarządu Bezpieczeństwa Państwowego (UGB) NKWD Uzbeckiej SRR, od 25 grudnia 1935 kapitan bezpieczeństwa państwowego, od 4 kwietnia 1936 do 7 stycznia 1937 szef Zarządu NKWD Kirgiskiej ASRR, od 7 stycznia do 16 sierpnia 1937 ludowy komisarz spraw wewnętrznych Kirgiskiej SRR.
18 listopada 1937 aresztowany, 26 lutego 1939 skazany na śmierć przez Wojskowe Kolegium Sądu Najwyższego ZSRR i rozstrzelany. 19 września 1957 pośmiertnie zrehabilitowany.

## Odznaczenia
- Order Czerwonego Sztandaru (7 marca 1924)
- Order Czerwonego Sztandaru Pracy Chorezmskiej Ludowej Republiki Radzieckiej (15 lutego 1922)
- Order Czerwonego Sztandaru Pracy Uzbeckiej SRR (27 grudnia 1927)
- Odznaka „Honorowy Funkcjonariusz Czeki/GPU (V)” (1927)